# Anton Forsdik
Anton Eric Kevin Samuelsson Forsdik (Stoccolma, 9 maggio 2001) è un attore svedese.

## Biografia
Anton Forsdik è nato a Stoccolma il 9 maggio 2001.
Ha studiato teatro alla Calle Flygare Teaterskola dal 2011 . Durante i suoi anni di scuola, ha avviato un'attività producendo spot pubblicitari e cortometraggi.
Ha debuttato come attore nel 2012 nel corto Djur jag dödade förra sommaren.

## Filmografia

### Attore

#### Cinema
- Djur jag dödade förra sommaren, regia di Gustav Danielsson - cortometraggio (2012)
- Medicinen, regia di Colin Nutley (2014)
- Chasing Summers, regia di Ryan Mercier - cortometraggio (2014)
- Il cerchio (Cirkeln), regia di Levan Akin (2015)
- Omaka Par, regia di Robin Johansson - cortometraggio (2015)
- I don't want to live anywhere else, regia di Anton Forsdik - cortometraggio (2015)
- I Love You (Jag älskar dig - En skilsmässokomedi), regia di Johan Brisinger (2016)
- #will, regia di Per Sundström e Catti Edfeldt - cortometraggio (2016)
- Aliki, regia di Tina Alavi - cortometraggio (2016)
- Either - or, regia di Anton Forsdik - cortometraggio (2016)
- Spöket: om att leva med skyddad identitet, regia di Ivan Mathias Petersson e Bengt Wendin - cortometraggio (2016)
- Fate, regia di Anton Forsdik - cortometraggio (2017)
- Vad Ska Jag Göra?, regia di Sean Sigfried - cortometraggio (2018)
- Disrepute, regia di Stephane Mounkassa e Stefan Sundin - cortometraggio (2019)
- Stone, regia di Fanny Forsdik - cortometraggio (2019)
- Dör för dig, regia di Therese Lundberg (2021)
- Arvet (2021)
- Everything About the Actual Difference, regia di Anton Forsdik - cortometraggio (2022)
- Jordskred, regia di Julius Wadman - cortometraggio (2024)

#### Televisione
- Gåsmamman – serie TV, 1 episodio (2015)
- Insiativet (Initiativet) – serie TV, 2 episodi (2016)
- Svansen i kläm – serie TV, 7 episodi (2018)
- De dagar som blommorna blommar, regia di Simon Kaijser – miniserie TV (2019)
- Sjukt oklar – serie TV, 16 episodi (2018-2020)
- Sommaren med släkten – serie TV, 3 episodi (2019-2020)
- Dör för dig – serie TV, 8 episodi (2021)
- Dör för dig (Zebrarummet) – serie TV, 8 episodi (2021)
- Eagles – serie TV, 2 episodi (2022)
- Lust – serie TV, 7 episodi (2022)
- Trevlig helg – serie TV, 8 episodi (2022)
- Omicidi a Sandhamn (Morden i Sandhamn) – serie TV, 3 episodi (2018-2022)
- Handen på hjärtat – serie TV, 1 episodio (2022)
- Limbo – serie TV, 6 episodi (2023)
- Trevlig julhelg, regia di Mikael Syrén – miniserie TV (2023)

### Regista
- I don't want to live anywhere else - cortometraggio (2015)
- Either - or - cortometraggio (2016)
- Fate - cortometraggio (2017)
- Everything About the Actual Difference - cortometraggio (2022)

### Sceneggiatore
- I don't want to live anywhere else, regia di Anton Forsdik - cortometraggio (2015)
- Either - or, regia di Anton Forsdik - cortometraggio (2016)
- Fate, regia di Anton Forsdik - cortometraggio (2017)
- Stone, regia di Fanny Forsdik - cortometraggio (2019)
- Everything About the Actual Difference, regia di Anton Forsdik - cortometraggio (2022)

## Riconoscimenti
2017 - Birmingham Film Festival
- - Premio della Giuria al Miglior giovane regista per Fate